# Jakob Dimnik
Jakob Dimnik, slovenski učitelj, urednik in organizator šolstva, * 3. avgust 1856, Jarše, † 1. september 1924, Ljubljana.

## Življenje in delo
Po končani normalki in nižji gimnaziji je v Ljubljani obiskoval učiteljišče (maturiral 1879), nato služboval v Tunjicah pri Kamniku, Šmarju - Sapu, na Igu, 10 let v Postojni in od 1891 v Ljubljani, kjer je bil od 1902 do upokojitve 20. maja 1924 nadučitelj ter prejel 1919 častni naziv šolski ravnatelj. Poučeval je tudi na strokovnih šolah. Bil je odličen šolski organizator. V obdobju, ko se je slovensko učiteljstvo politično  diferenciralo, je urejal list Učiteljski tovariš (1894-1903). Ustanovil je časopis Domače ognjišče (1907-1913). Na njegovo pobudo je bil leta 1898 v Ljubljani ustanovljen šolski muzej, ki je deloval do 1910. Dimnik je bil njegov odbornik, pa tudi odbornik Zveze slovenskih učiteljskih društev in Učiteljske tiskarne. Z E. Ganglom je sprožil zamisel o ustanovitvi Učiteljske hranilnice in posojilnice v Ljubljani, ki je začela delovati 1904, 25 let je bil občinski svetnik (od 1896), 25 let član nadzornega sveta višje dekliške šole (mestnega dekliškega liceja) in 16 let upravni svetnik Mestne hranilnice v Ljubljani.